# (4121) Carlin
(4121) Carlin ist ein Hauptgürtelasteroid, der am 2. Mai 1986 im Rahmen des International Near-Earth Asteroid Surveys vom Palomar-Observatorium aus entdeckt wurde.
Der Asteroid wurde vom US-amerikanischen Astronom Steve Singer-Brewster nach seiner Tochter Carlin Singer-Brewster, benannt, anlässlich ihres siebenten Geburtstages.